# Accusateur public

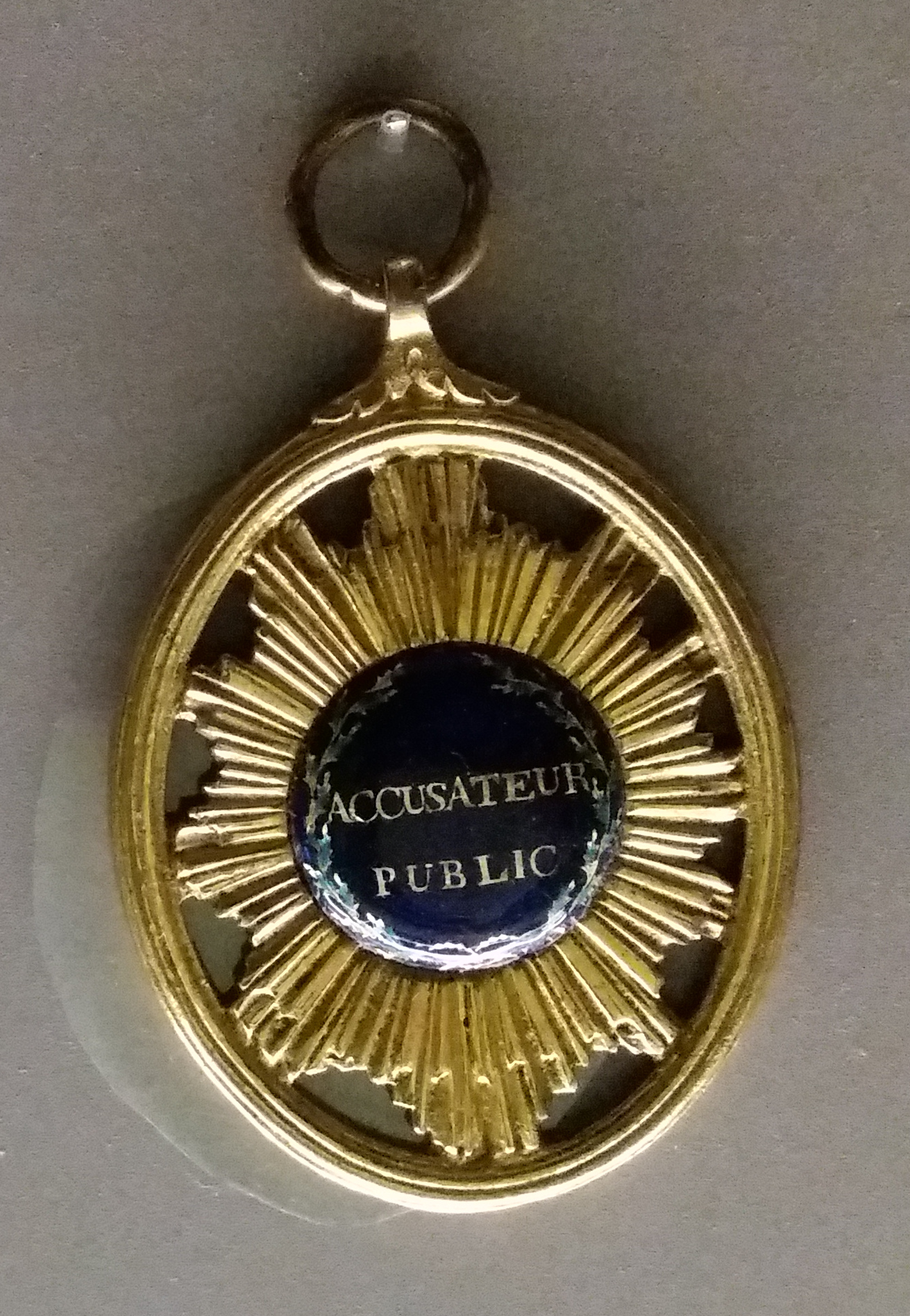
Accusateur public – Insigne du Tribunal révolutionnaire

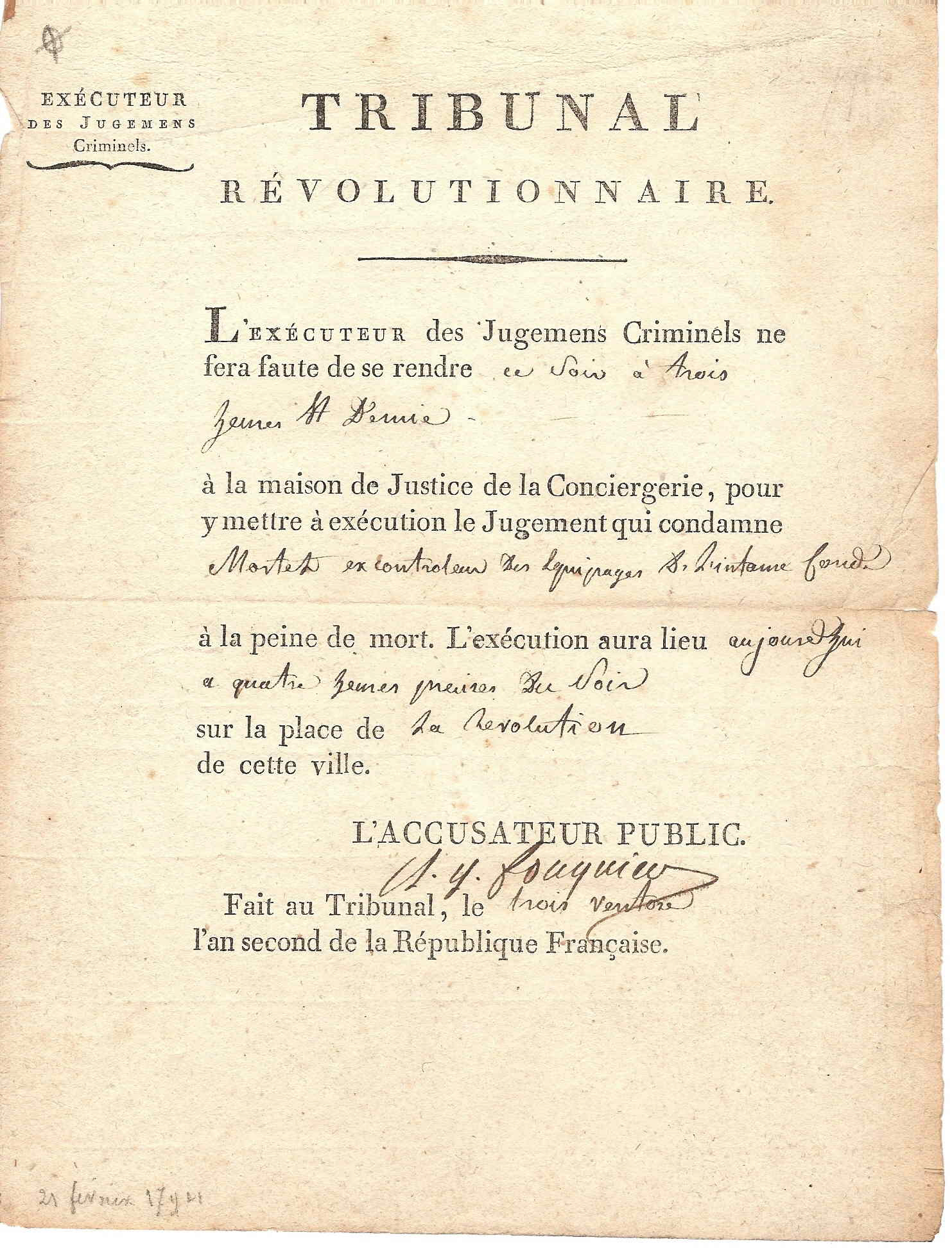
Acte de condamnation du Comité de salut public, signé par Fouquier-Tinville au Tribunal révolutionnaire.

L'accusateur public est institué au cours de la Révolution française par les décrets du 1er décembre 1790, 16 septembre 1791, 15 décembre 1791, 15 février 1792 jusqu'au 13 décembre 1799 quand la Constitution du 22 frimaire an VIII est introduite, consacrant la reconstitution du parquet tel qu’il existait sous l’Ancien régime,. L’accusateur public est alors remplacé par le commissaire du gouvernement.

## Histoire
Le 29 septembre 1791, l’Assemblée décide que « les accusateurs publics auront le même costume que les juges, à l’exception des plumes, qui seront couchées autour de leur chapeau ; ils porteront sur leur médaille ces mots : « la sûreté publique. Les accusateurs publics récupèrent également une fonction administrative de surveillance des officiers de police judiciaire, des juges de paix et des officiers de gendarmerie.
Auprès de chaque tribunal criminel, le procureur-syndic (à Paris Pierre-Louis Manuel) est chargé de poursuivre l'accusation au nom du roi. Les autres juges sont élus le 15 février 1792.

## Fonctions de l'accusateur public
- L’accusateur public est chargé de poursuivre les délits sur les actes d’accusation admis par les premiers jurés, et il ne peut porter au tribunal aucune autre accusation, à peine de forfaire. Lorsque l’accusateur public aura reçu une dénonciation du pouvoir exécutif, ou du tribunal criminel, ou d’un commissaire du roi, il la transmettra aux officiers de police, et veillera à ce qu’elle soit poursuivie par les voies et suivant les formes ci-dessus établies. La dénonciation du pouvoir exécutif ne pourra être transmise à l’accusateur public, que par l'intermédiaire du commissaire du roi[6].
- L’accusateur public aura la surveillance sur tous les officiers de police du département ; en cas de négligence de leur part, il les avertira; en cas de faute plus grave, il les déférera au tribunal criminel, lequel, selon la nature du délit, prononcera les peines correctionnelles déterminées par la loi[6]. Le nombre des accusateurs public est fixé à deux pour chaque tribunal. L'accusateur public trouve qu’un officier de police est dans le cas d’être poursuivi pour prévarication dans ses fonctions, il décernera, contre lui, le mandat d’amener; et, s’il y a lieu, il donnera au directeur du juré la notice des faits*, les pièces, et la déclaration des témoins, au cas ou il en ait reçu, pour que celui-ci dresse l’acte d’accusation et le présente au juré dans la forme ci-dessus prescrite. Le greffier donnera connaissances de ces deux actes à l’accusateur public; et si le tribunal que l’accusé a préféré n’est pas le tribunal direct, l’accusateur public fera notifier ces actes au greffe du tribunal du district où l’accusation a été reçue ; et sur la réquisition qu'il en fera par l’acte même de notification, les pièces lui seront aussitôt renvoyées. L'accusateur public sera tenu, aussitôt après l'interrogatoire, de faire ses diligences de manière que l’accusé puisse être jugé à la première assemblée du juré qui suivra son arrivée.

Lallier et Pierre-François Réal sont les deux premiers accusateurs publics du tribunal criminel de Paris après la démission de Maximilien de Robespierre le 10 avril 1792.
C'est par le décret du 10 mars 1793 qu'est créé le tribunal révolutionnaire et la nomination d'un accusateur public ainsi que de ses deux substituts auprès de ce tribunal. Louis-Joseph Faure est le premier accusateur public nommé, mais il préfère renoncer à ce poste, c'est Fouquier-Tinville qui le remplace.
L’accusateur public pourra décerner des mandats d’arrêt contre les complices des délits dont le tribunal se trouvera saisi, et les faire juger conjointement avec les accusés principaux. Mais avant de les mettre en jugement. il fera décidez , par la chambre du conseil. S'il y a lieu de présenter aux jurés l’acte d’accusation de complicité qu’il aura dressé contre eux ; et s’il est jugé qu’il n’y a pas lieu, les prévenus arrêtés seront mis en liberté.

## Dans la fiction
- Jacquouillet